# Il re pastore

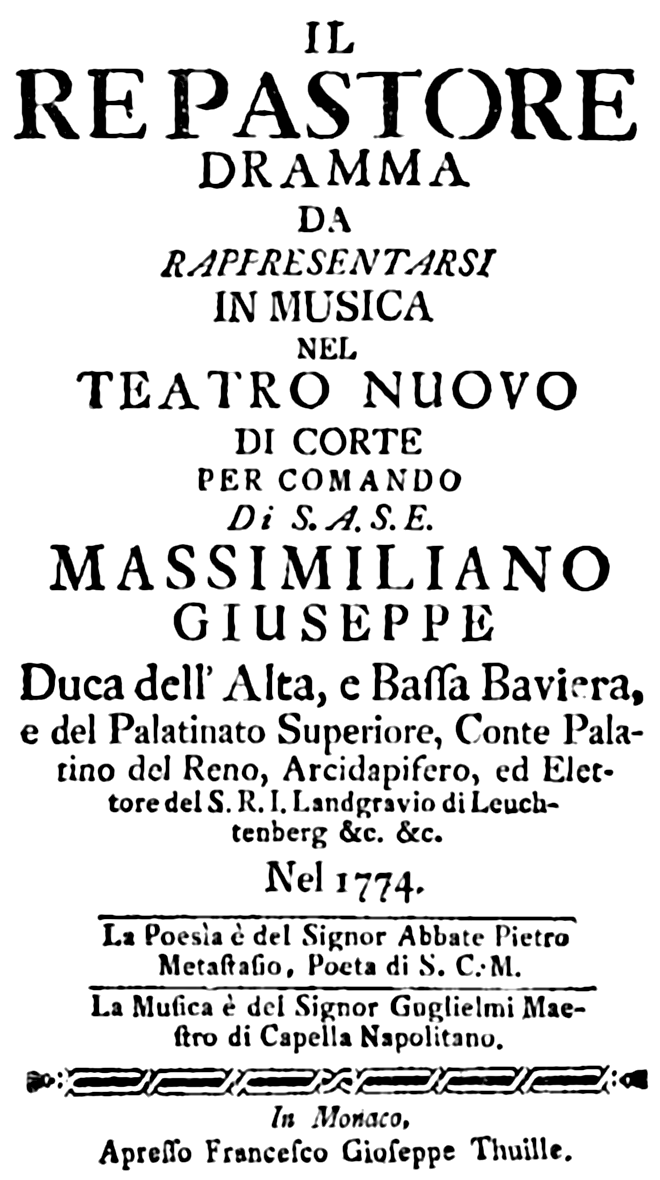

Il re pastore, K. 208 (tiếng Việt: Ông vua chăn cừu) là vở opera của nhà soạn nhạc người Áo Wolfgang Amadeus Mozart. Ông viết vở opera này với lời tiếng Ý của Metastasio với sự sửa chữa của Varesco. Đây là vở opera seria. Tác phẩm được trình diễn lần đầu tiên vào ngày 23 tháng 4 năm 1775, tại tòa Tổng giám mục ở Salzburg. 